# Edward Said
Edward Wadie Said, en árabe, إدوارد وديع سعيد; (Jerusalén, 1 de noviembre de 1935-Nueva York, 25 de septiembre de 2003) fue un crítico y teórico literario y musical, y activista palestino-estadounidense. Fue autor y analista de fama mundial, y miembro del Consejo Nacional Palestino (1977-1991). De 1963 hasta su muerte en 2003, fue profesor de literatura en lengua inglesa y literatura comparada en la Universidad de Columbia. Es considerado como uno de los iniciadores de los estudios poscolonialistas. En 1999, junto a Daniel Barenboim, fundó la West-East Divan Orchestra que desde 2002 tiene su sede en Sevilla (España).

## Biografía
Said nació el 1 de noviembre de 1935 en Jerusalén, en aquel momento bajo mandato británico, y en el seno de una familia árabe cristiana. Su padre era un comerciante que adquirió la nacionalidad estadounidense y su madre era palestina descendiente de cristianos-libaneses. Said se crio en Jerusalén y El Cairo, Egipto. En Jerusalén Occidental asistió a la Academia Anglicana de San Jorge hasta los doce años.
En diciembre de 1947, tras la ocupación del territorio palestino por fuerzas israelíes, el padre de Said debió trasladar a su familia a El Cairo, donde tenía una sucursal de su empresa. Con tan solo 12 años fue testigo de la Nakba, la expulsión o huida de más de 700.000 palestinos de sus tierras y hogares ante el empuje de las fuerzas israelíes durante la guerra árabe-israelí de 1948; le marcó en especial ver como numerosos miembros de su propia familia "se convirtieron de la noche a la mañana en personas sin techo, sin dinero, desorientadas y aterradas". A los 14 años Said ingresó en el Colegio Victoria en Alejandría (Egipto), y en 1951 en la escuela Mount Hermon de Massachusetts (Estados Unidos). Recibió su licenciatura de la Universidad de Princeton en 1957, y su maestría y doctorado en literatura inglesa de la Universidad Harvard en 1960 y 1964 respectivamente.
Ingresó en la Universidad de Columbia como académico en 1963, y ahí dio clases de literatura inglesa y comparada hasta su muerte. Fue nombrado profesor titular en 1969 y catedrático en 1977. El mismo año fue elegido miembro del Consejo Nacional Palestino, la asamblea legislativa de la Organización para la Liberación de Palestina (OLP) en el exilio. Había conocido a Yasir Arafat durante una visita de este a las Naciones Unidas en 1974, año en el que trabó amistad con otras importantes figuras de la cultura palestina como Mahmud Darwish o Shafiq al-Hout. En 1978 publicó Orientalismo, su obra más conocida y uno de los estudios más influyentes del siglo XX. En los años ochenta comenzó a aparecer en numerosos medios de comunicación occidentales para "defender a la OLP como el principal instrumento de la lucha palestina".
Said también enseñó en las universidades de Harvard, Johns Hopkins y Yale, y dio conferencias en más de 200 universidades de Norteamérica, Europa, África y Asia. Aparte de su labor docente, son numerosas sus colaboraciones en periódicos y revistas de muchos países —como su columna quincenal en Al Ahram y Al Hayat—, y formó parte del consejo editorial de veinte rotativos. Era también el editor jefe de la colección de libros Convergences, editada por Harvard University Press. En 1992, fue nombrado miembro del Foro de Sabios de la UNESCO.
Hablaba inglés y francés fluidamente, su árabe coloquial era excelente, su árabe formal muy bueno y estaba familiarizado con el español, el alemán, el italiano y el latín. Se le concedieron numerosos doctorados honorarios alrededor del mundo y recibió dos veces el Premio Trilling de Columbia, así como el Premio Wellek de la American Comparative Literature Association. En 2002 se le concedió el Premio Príncipe de Asturias de la Concordia.
Era miembro de la American Academy of Arts and Sciences, la Royal Society of Literature, la American Philosophical Society, y miembro honorario del King’s College (Universidad de Cambridge). Fue miembro del consejo ejecutivo del PEN Club Internacional hasta 1998, y presidente de la Modern Language Association (MLA) en 1999.
Edward Said murió a los 67 años en Nueva York en 2003, tras una larga lucha contra la leucemia.

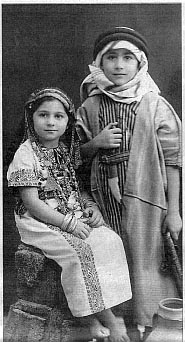
Edward Said y su hermana en El Cairo.

## Orientalismo
Said es conocido por describir y criticar el «orientalismo», un concepto clave para las teorías poscolonialistas y subalternas, que se basa en la observación de una constelación de falsos prejuicios en el fondo de las actitudes occidentales con respecto a Oriente.
En Orientalismo (1978), Said denuncia los 'persistentes y sutiles prejuicios eurocéntricos contra los pueblos árabes-islámicos y su cultura'. Argumenta que una larga tradición de imágenes falsas y romantizadas de Asia y el Medio Oriente en la cultura occidental han servido de justificación implícita a las ambiciones coloniales e imperiales de Europa y Estados Unidos.
Temáticas como la emancipación de la otredad, el rol liberador de la subalternidad de los prejuicios eurocéntricos y la inevitable hibridación de las culturas acompañan la argumentación del orientalismo, que propone un cambio radical «de identification de la mirada» cultural.

### La propuesta de Said sobre el orientalismo
En 1978 Said publica Orientalismo una de sus obras más relevantes y le otorgaría el reconocimiento de ser uno de los críticos más importantes del siglo XX . En esta obra utiliza el término orientalismo para tratar la falsa concepción que se ha generado de Oriente desde la perspectiva occidental. Esta falsa concepción, afirma Said, se ha gestado en primer plano desde los europeos y medio oriente y segundo plano desde los norteamericanos y el mundo árabe. Con respecto al primer plano, Said afirma que la relación entre Oriente y Occidente, Oriente era casi una invención hecha por Europa, este imaginario que Europa ha creado sobre Oriente tiene inicios desde la antigüedad, desde dicha época esta región se vio como escenario en el cual se destacaban seres exóticos, experiencias extraordinarias. romances, recuerdos y paisajes inolvidables. 
Por otra parte, Said aclara que el término orientalismo no ha tenido un solo significado, por ello Said dentro de su obra destaca tres grandes significados que ha tenido el término Orientalismo.  El Primero de ellos se refiere a la manera en que Oriente ha servido a Europa para definirse, esta definición la logra catalogando a Oriente como la contraposición de los valores e ideales europeos (con esto Said se refiera a imagen, idea, personalidad y experiencia que Europa tiene de sí misma). Pese a esto Said aclara que no se puede entender a Oriente tan solo como un imaginario ya que Oriente es un integrante de la civilización y cultura europea.
El segundo significado parte desde la academia, Said lo definió de la siguiente manera “Es un estilo de pensamiento que se basa en la distinción ontológica y epistemológica que se establece entre Oriente y -la mayor parte de las veces- Occidente. ” 
Con esta definición lo que Said propone es que los académicos (políticos, poetas, novelistas, economistas y administradores del imperio) han aceptado que a partir de determinar una diferencia básica entre Oriente y Occidente puede ser un punto de partida para realizar trabajos sobre Oriente. Es decir que la diferencia entre Occidente y Oriente , que  se impone gracias a la  perspectiva europea , causa que esta diferencia sea el punto de partida para  constituir   los trabajos que Occidente   realiza acerca de esta región. Es decir, que los trabajos sobre Oriente no parten desde la compresión de Oriente y sus costumbres, sino de las diferencias que Oriente tiene con el mundo Occidental. Said asegura que esta lógica se puede ver representado en la obras hechas por  intelectuales como Dante, Karl Marx , Victor Hugo, entre otros.

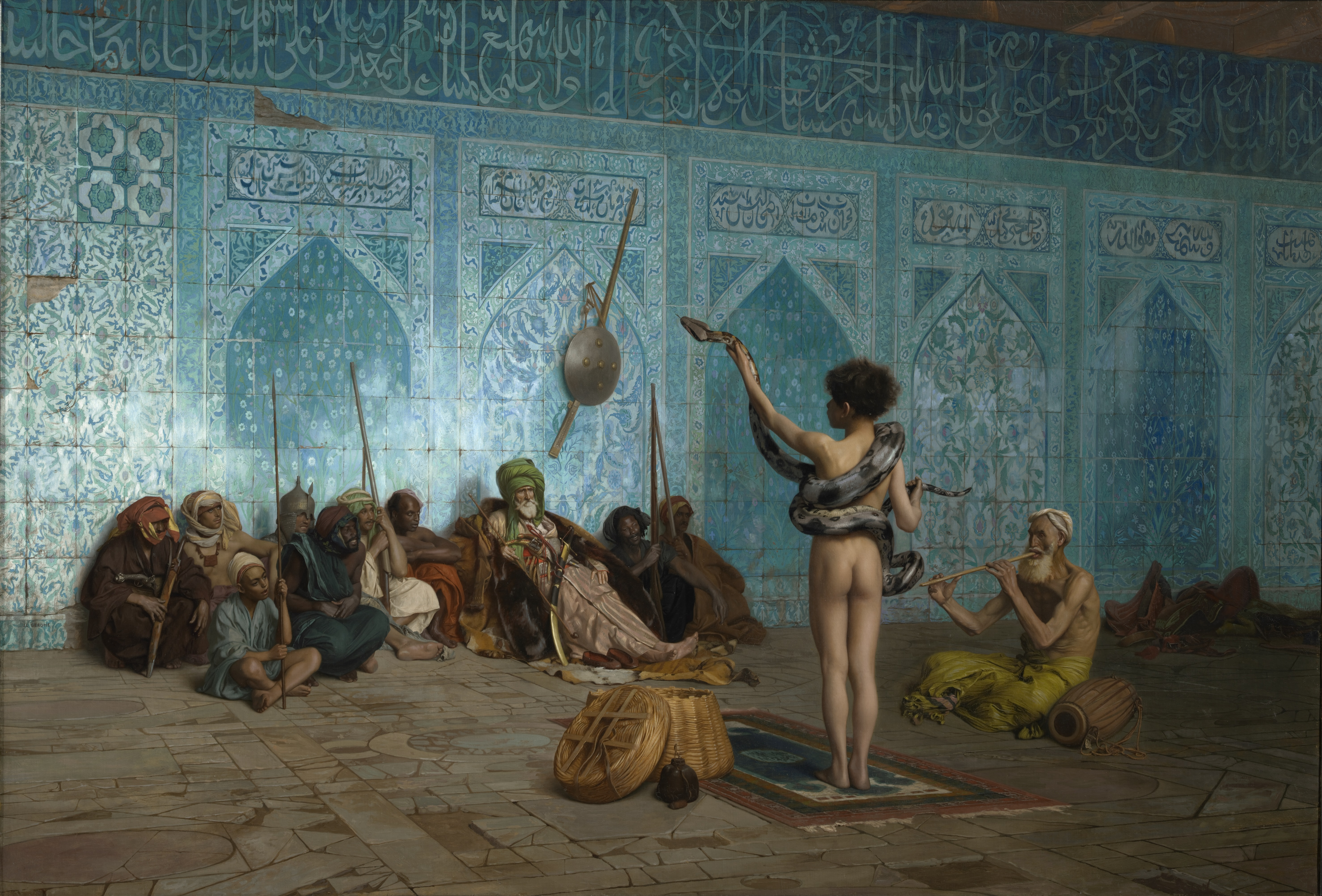
Jean-Léon Gérôme - Le charmeur de serpents. Utilizado como portada para algunas ediciones de Orientalismo (1978)

El tercer significado que puede tener el término Orientalismo, según Said se diferencia de los otros ya que tiene características de tipo  histórico, las cuales   tiene como punto de partida el final del siglo XVIII. Said lo define de la siguiente manera: «el orientalismo se puede describir y analizar como una institución colectiva que se relaciona con Oriente, relación que consiste en hacer declaraciones sobre él, adoptar posturas con respecto a él, describirlo, enseñarlo, colonizarlo y decidir sobre él; en resumen, el orientalismo es un estilo occidental que pretende dominar, reestructurar y tener autoridad sobre Oriente».
En  la cita mencionada Said plantea que existe una dinámica  la cual  parte desde Occidente para relacionarse con Oriente, que consiste en que  occidente, por medio de una institución  colectiva (que no se compone de una sola organización), logra  dominar e imponer una visión sobre esta región, esta visión la logra imponer  a partir de la experiencia europea. Además, por medio de esta imposición también se reestructura y se impone una figura de autoridad sobre Oriente, la figura de autoridad describe la lógica en que Europa piensa Oriente, desde la imposición y no desde la comprensión de Oriente y sus componentes.
Es necesario aclarar que Said no solo plantea como responsable de la imposición de Orientalismo y los efectos con respecto a las ideas y prácticas surgida en Europa, Said aclara que  Estados Unidos también juega un papel importante sobre la concepción que se tiene con respecto al Orientalismo. Para Said Estados Unidos a Diferencia de Europa no tiene una concepción construida como la de Europa, la cual se da gracias a la relación colonias con territorio ubicados en medio Oriente. Para Said Estados Unidos ha creado una imagen de Oriente por medio de los medios de comunicación.  Said añade que gracias la Segunda Guerra Mundial Estados Unidos comenzó a tener otro papel según Said «desde la Segunda Guerra Mundial, Estados Unidos ha dominado Oriente y se relaciona con él del mismo modo en que Francia y Gran Bretaña lo hicieron en otra época». 
Otra característica que según Said diferencia a la experiencia entre Orientalismo de Europa y el de Estados Unidos, es la influencia política que este concepto tiene en Estados Unidos, que causa debido a su relación política con Israel. Esta relación con Israel según Said influye de manera directa la experiencia que ha tenido Estados Unidos  con Oriente próximo, y que  al momento de comparar  a Estados Unidos y su experiencia con a las experiencias europeas se diferencia por el contacto directo que supuso tener colonias por parte de los europeos en Oriente Próximo. Pese a esto, Estados Unidos ha tenido un contacto directo de otro tipo, Said describe una cercanía en el aspecto económico el cual le ha dado otro tipo de conocimiento a Estados Unidos, que ha influido decisivamente en el conocimiento que este tiene sobre Medio Oriente. Además, Said menciona que la experiencia que ha tenido Estados Unidos con Japón, Corea e Indochina posiblemente este influyendo en su concepción de lo oriental, según Said esta experiencia que ha tenido Estados Unidos con estos países puede probablemente crear una conciencia más realista y seria sobre lo oriental. La última diferencia a destacar es el papel que juegan los organismos públicos en la relación con Oriente, en el caso de Estados Unidos estos cumplen un papel importante con respecto a la relación que esta nación tiene con medio Oriente, debido a que por medio de estos Estados Unidos demuestra la importancia estratégica y económica que esta región tiene. 

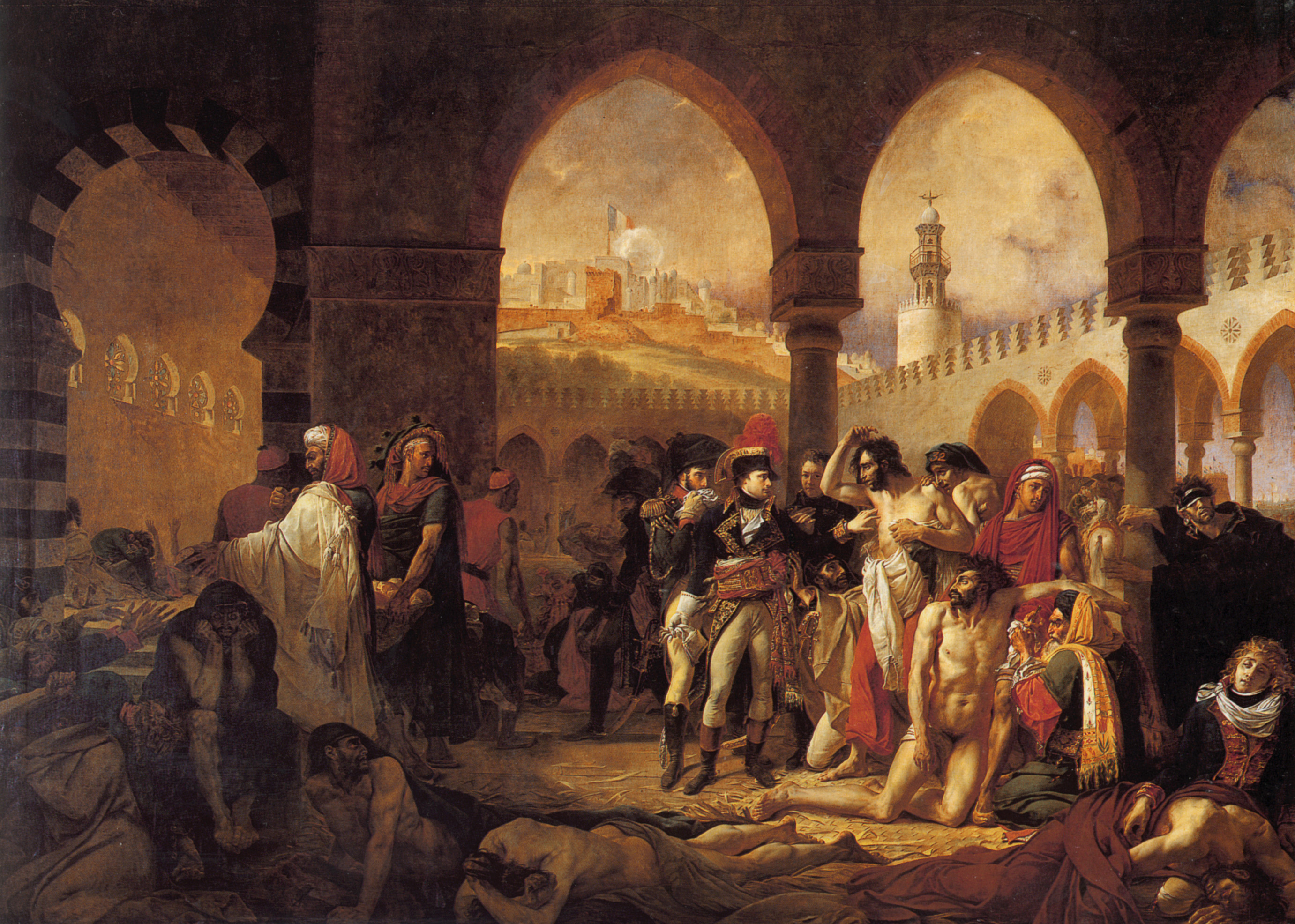
Napoleon visitando a los apestados en Jaffa (1804) de Antoine Jean Gros. En esta obra es posible que se refleje el término de orientalismo desde la perspectiva de Said.

### La teoría en el concepto Orientalismo
Para Said, la afirmación hecha por Vico es el punto de partida teórico para su desarrollo del concepto de Orientalismo. Said entiende que si los hombres son los que hacen su propia historia y a la vez son los encargados de hacerla conocer, esta dinámica también puede estar presente en al ámbito de la geografía. Said afirma con relación a esta idea que «por consiguiente, en la misma medida en que lo es el propio Occidente, Oriente es una idea que tiene una historia, una tradición de pensamiento, unas imágenes y un vocabulario que le han dado una realidad y una presencia en y para Occidente». La concepción que se tiene de Oriente se puede argumentar desde la propuesta de Vico, ya que el imaginario que se entiende sobre Oriente no es más que el resultado de como los hombres cuentan la historia.  Otro autor mencionado en la propuesta de Said en Grasmsci, Said cita este autor para relacionar su concepto sobre la existencia de formas culturales predominantes en las sociedades no totalitarias. Para Said esta propuesta permite entender como existe una hegemonía en la sociedad occidental con respecto a la idea de lo oriental. En palabras de Said «Es la hegemonía --o, mejor, los efectos de la hegemonía cultural- lo que da al orientalismo la durabilidad y la fuerza de la que he estado hablando hasta ahora».
Por otro lado, Said compara la idea de orientalismo, propuesta por él, con el planteamiento realizado por Denys Hay, en su texto Orientalismo (1971) de la siguiente manera: «la existencia de una noción colectiva que define lo que denominados como nosotros (europeos), que está en contra de todo aquello que no es europeo».  Podemos comprender la relación esta afirmación con la propuesta de Said de la siguiente manera: la concepción de Europa en el momento de determinar un «nosotros» es la misma que se utiliza para entender al otro, por lo cual,  a partir de la diferencia que existe entre nuestra propia concepción y la comparación con las prácticas del otro (Oriente) es que se determina lo no europeo, lo  cual se puede concluir que es la dinámica que ha regido en la relación Oriente-Occidente . Said añade que existe una hegemonía de las ideas europeas, que se pueden traducir como una idea de superioridad en los componentes europeos en comparación a lo que no es europeo y que causa que Oriente se vea en un retraso desde esta perspectiva. Dado esto los múltiples escenarios en los que puede relacionarse Occidente con Oriente nunca están ajenos a tener la lógica que sitúa a Occidente con cierta superioridad sobre Oriente.
Continuando con su análisis teórico, para Said existe una característica especifica que puede describir la relación que ha mantenido Occidente con Oriente. Para Said la relación entre estas dos culturas se puede describir de la siguiente manera “La relación entre Occidente y Oriente es una relación de poder, y de complicada dominación: Occidente ha ejercido diferentes grados de hegemonía sobre Oriente”. Said se refiere a una relación de poder ya que en este caso uno de los partícipes ha ejercido una dinámica de dominación sobre el otro.  Un hecho a resaltar en esta relación de hegemonía es la intervención de Napoleón se dio por primera vez un conocimiento de carácter científico de Europa, en su obra Said lo describe de la siguiente manera “Es cierto que, después de William Jones y de Anquetil-Duperron, y tras la expedición de Napoleón a Egipto, Europa llegó a conocer Oriente de una manera más científica a vivir en él con una autoridad y una disciplina que nunca antes había tenido.“, y posterior a esta la que se dio gracias a la creación de colonia en territorios de Medio Oriente por parte de europeas, principalmente Francia y Reino Unido.
Said finaliza con su relación teórica con el concepto de orientalismo mencionado que a pesar de que está de acuerdo con que existe una relación de poder entre Occidente y Oriente, no debe verse al Orientalismo limitado por esta afirmación. Said quiere prestar especial atención a la solidez que existe en el discurso que se ha forjado sobre el orientalismo, y como este se relaciona con las instituciones socioeconómicos y políticas existentes finalmente la durabilidad que este ha tenido. Said termina definiendo que «el orientalismo, pues, no es una fantasía que creó Europa acerca de Oriente, sino un cuerpo de teoría y práctica en el que, durante muchas generaciones, se ha realizado una inversión considerable. Debido a esta continua inversión, el orientalismo ha llegado a ser un sistema para conocer Oriente, un filtro aceptado que Oriente atraviesa para penetrar en la conciencia occidental». Lo que define Said en esta cita es que el orientalismo ha mutado en un sistema por medio del cual se pretende conocer oriente, y que dentro de la conciencia occidental goza de tal aceptación que no solo ha estado presente en una generación, sino que ha perdurado. 
Said aclara que el orientalismo es en conjunto la distribución de un tipo de conciencia geopolítica que está presente en los trabajos de diferentes disciplinas, que parten de una distinción básica: el mundo se divide geográficamente entre Occidente y Oriente. Con respecto al tiempo que este discurso a perdurado Said argumenta que esto no se debe a una sola causa, por el contrario, existe más de un poder que ha permitido que este discurso perdura en la cultura de occidente. Para ser el intercambio desigual de distintos tipos de poder es lo que ha permitido que el orientalismo perdure en esta cultura. El poder político es uno de los tipos de poder que ha permitido esto para Said este poder se presentó de manera desigual en la etapa colonial o imperial que relacionó a los Estado europeos con Medio Oriente. Por otro lado, existe esta el poder intelectual que utiliza como media medio a las ciencias predominantes (lingüística, anatomía o las ciencias relacionadas con la política moderna). Posterior a plantea lo mencionada Said presenta la tesis de su texto en la cual propone que el orientalismo se puede catalogar como una realidad política y cultural, que no quiere decir que carezca de una base, al contrario, para Said es posible demostrar que lo que se dice y piensa acerca de Oriente sigue unas líneas muy estrictas que se pueden constatar intelectualmente.

#### La relación entre el contexto de Said y el orientalismo
Una de las razones por las que Said decidió realizar este trabajo fue su experiencia personal en relación con cómo el orientalismo se entiende en la cultura occidental. Ahí lo explica en el documental realizado Sut Jhally, que se centra en una entrevista a Said acerca de su obra Orientalismo (1971). En este documental, Said afirma que lo que él veía representado en el arte (en artistas como Jean-Léon Gérôme o Eugène Delacroix) no se relacionaba con la experiencia personal de Said como árabe. Esto le generó dudas respecto a por qué su experiencia personal no se relacionaba con lo que los artistas reflejaban de Oriente, sobre todo de la cultura árabe. Estos pensamientos motivaron a Said a realizar un trabajo acerca de lo que él denomina como "orientalismo", con el fin de entender este fenómeno. 
Para Said, la guerra árabe-israelí de 1973 fue uno de los primeros motivos que le empujaron a comenzar un estudio acerca lo que denominaría tiempo después "orientalismo". Said consideraba peculiar cómo los medios de comunicación que cubrían el conflicto tenían una concepción general común acerca de la incapacidad militar de Egipto para combatir contra Israel, apreciaciones que acabaron demostrándose erróneas por parte de los medios puesto que Egipto logró derrotar a Israel en una serie de batallas. Por otro lado, Said consideraba que en distintas representaciones existía un patrón común, que Said describe como unas imágenes constantes que se relacionaban con el imaginario de Oriente. Said señala en la entrevista que entre estas imágenes destacan la mujer atractiva de Oriente y el Oriente visto como un lugar misterioso que esconde secretos. Lo que más llamó la atención de Said fue que estas descripciones no habían sido hechas por gente que había tenido un contacto real con Oriente Medio y que, incluso aunque existiese ese contacto, las descripciones no cambiaban, con lo que se podía deducir que estas descripciones eran ciertas.
En el documental, Said comenta cómo durante su lectura de una obra de Nerval titulada Voyage to the Orient (1851) advirtió que lo que se relataba en la obra se le hacía familiar hasta el punto de que se dio cuenta de que Nerval estaba utilizando el concepto de que no importa a qué parte de Oriente se viaje, dado que no existe diferencia entre las poblaciones que componen esta región. El acercamiento al arte en sus distintas presentaciones fue la primera experiencia que Said tendría con respecto al fenómeno del "orientalismo".

## Activismo propalestino y pacifismo
El compromiso activo de Said con la causa palestina empezó en 1968, tras el impacto que le causó la guerra de los Seis Días en 1967. En 1979 publicó "La cuestión palestina", libro en el que repasa su ideario político. Como activista palestino, Said defendió los derechos de los palestinos en Israel y los territorios ocupados de Gaza y Cisjordania. En sus escritos de 1980, Said anticipó una eventual política de agresión por parte de los Estados Unidos en el Medio Oriente. Said se oponía al uso de la violencia para conseguir objetivos políticos y se mostraba favorable a reconocer al Estado de Israel, motivo por el que fue duramente criticado tanto por Fatah como por el Frente Popular para la Liberación de Palestina.

Póster de Edward Said en la Barrera israelí de Cisjordania.

Durante muchos años fue miembro del Consejo Nacional Palestino, pero rompió con Arafat por desacuerdo con los Acuerdos de Oslo. Said los consideraba un fraude, y hacía notar que no se mencionaba el fin de la ocupación israelí, ni el destino de Jerusalén, ni se proponía una solución a los asentamientos israelíes. Pero aun habiendo roto con Arafat, su lucha por los derechos de los palestinos continuó, y en el año 2000 fue fotografiado por casualidad arrojando una piedra hacia la alambrada que marca la frontera entre Líbano e Israel.
Debido a su activismo propalestino, fue acusado por sectores proisraelíes de línea dura de antisemita y hasta de terrorista. En algún momento le dejaron una bomba en su oficina, y en otro trataron de despojarlo de su trabajo de académico universitario. Pero, en 1999, junto con su amigo, el músico Daniel Barenboim fundó la Orquesta Diván Este-Oeste, una iniciativa para reunir cada verano a un grupo de jóvenes con talento de Israel y de los países árabes. Por ello, recibieron ambos el Premio Príncipe de Asturias de la Concordia en 2002.
En 2002, Said fue cofundador, junto con Haidar Abdel Shafi, Ibrahim Dakak, y Mustafa Barghouti, del partido y movimiento social Palestinian National Initiative (Al Mubadara), un intento de crear una tercera fuerza política palestina que pudiera ser una alternativa democrática y reformista a Fatah y a Hamás.

## Música
Said no solo era amante de la música sino que era un excelente pianista.  Escribió extensamente sobre música, y fue el crítico musical de la revista estadounidense The Nation durante años. Escribió tres libros sobre música: Elaboraciones musicales: ensayos sobre música clásica, Paralelismos y paradojas: reflexiones sobre música y sociedad (conjuntamente con Daniel Barenboim), y su último libro, On Late Style: Music and Literature Against the Grain. Said veía a menudo en la música un reflejo de sus ídeas sobre literatura e historia. Una colección póstuma de sus ensayos fue editada en 2007 en Estados Unidos y en 2011 en España, con el título Música al límite.
El compositor árabe estadounidense Mohammed Fairouz ha sido profundamente influenciado por los escritos de Edward Said. Su primera sinfonía toma como referencia el ensayo Homage to a Belly Dancer, y su sonata para piano tiene por título Reflections on Exile, título de la colección de ensayos de Said.
En honor a Edward Said, en 2004 el Conservatorio Nacional de Música de Palestina cambió su nombre a Conservatorio Nacional de Música Edward Said (The Edward Said National Conservatory of Music).

## Obras
- Parallels and Paradoxes (con Daniel Barenboim) (2004)
- CIA et Jihad, 1950-2001: Contre l'URSS, une disastreuse alliance (2002), con John K. Cooley
- The End Of The Peace Process (2000)
- Reflections on Exile (2000)
- Out of Place (1999) (memorias)
- Nationalism, Colonialism, and Literature (Contribuidor) (1999)
- Jewish Religion, Jewish History (Introducción a la edición de 1997)
- The Pen and the Sword (1994)
- Representations of the Intellectual (1994)
- The Politics of Dispossession (1994)
- Culture and Imperialism (1993)
- Musical Elaborations (1991)
- Blaming the Victims (1988)
- After the Last Sky (1986)
- The World, the Text and the Critic (1983)
- Covering Islam (1981)
- Literature and Society (1980)
- The Question of Palestine (1979)
- Orientalismo (1978)
- Beginnings (1975)
- Joseph Conrad and the Fiction of Autobiography (1966)

## Traducciones al castellano
- Gaza y Jericó, pax americana [Archivo de Internet] Txalaparta Argitaletxea, 2011 ISBN 978-84-8136-819-2.
- Música al límite: tres décadas de ensayos y artículos musicales, prólogo de Daniel Barenboim, Nuevas Ediciones de Bolsillo, 2011, ISBN 978-84-9908-883-9.
- Conversaciones con Edward Said, por Tariq Alí (1943- ), Alianza, 2010, ISBN 978-84-206-6989-2.
- Sobre el estilo tardío: música y literatura a contracorriente, Debate, 2009 ISBN 978-84-8306-783-3.
- El mundo, el texto y el crítico, Nuevas Ediciones de Bolsillo, 2008 ISBN 978-84-8346-785-5.
- Elaboraciones musicales: ensayos sobre música clásica, Debate, 2007 ISBN 978-84-8306-725-3.
- Representaciones del intelectual, Debate, 2007 ISBN 978-84-8306-726-0.[19]
- Humanismo y crítica democrática Debate, 2006, ISBN 978-84-8306-671-3.
- Cubriendo el islam Debate, 2005, ISBN 978-84-8306-644-7.
- Freud y los no europeos, Global Rhythm Press, 2005, ISBN 978-84-934213-6-6.
- Reflexiones sobre el exilio: ensayos literarios y culturales, Debate, 2005, ISBN 978-84-8306-608-9.
- El mundo, el texto y el crítico, Debate, 2004, ISBN 978-84-8306-555-6.
- Cultura e imperialismo, Anagrama, 2004 ISBN 978-84-339-0537-6.
- Orientalismo. Nuevas Ediciones de Bolsillo, 2003 ISBN 978-84-9759-767-8.
- Nuevas crónicas palestinas, Nuevas Ediciones de Bolsillo, 2003, ISBN 978-84-9759-478-3.
- Fuera de lugar, Nuevas Ediciones de Bolsillo, 2003, ISBN 978-84-9759-291-8.
- Paralelismos y paradojas: reflexiones sobre música y sociedad, Debate, 2002, con Daniel Barenboim, ISBN 978-84-8306-962-2.
- Nuevas crónicas palestinas: el fin del proceso de paz, Mondadori (2002) ISBN 978-84-397-0934-3.
- Palestina: paz sin territorios, Txalaparta Argitaletxea (2002) ISBN 978-84-8136-054-7.
- Crónicas palestinas, Grijalbo (2001), ISBN 978-84-253-3604-1.
- Representaciones del intelectual, Paidós Ibérica, 1996 ISBN 978-84-493-0242-8.

## Sobre Edward Said
- Ashcroft, Bill;  Ahluwalia, Pal, Edward Said, la paradoja de la identidad, Bellaterra, 2000 ISBN 978-84-7290-151-3
- Cortés Ramírez, Eugenio Enrique, La revolución cultural del orientalismo: una estética de la aproximación gramsciano-foucaultiana a la obra de Edward W. Said (1935-2003), [Recurso electrónico] Universidad Autónoma de Madrid. Servicio de Publicaciones, 2008 ISBN 978-84-8344-127-5
- VV. AA., Orientalismo al revés: homenaje a Edward W. Said, Los Libros de la Catarata, 2007 ISBN 978-84-8319-327-3
- Walia, Shelley, Edward Said y la historiografía, Gedisa, 2004, ISBN 978-84-9784-031-6
- Castro-Gómez, La poscolonialidad explicada a los niños, Editorial Universidad del Cauca, Popayán, Colombia; Instituto Pensar Universidad Javeriana, Bogotá, 2005. ISBN 958-9475-89-2

| Predecesor: Red Mundial de Reservas de la Biosfera | Premio Princesa de Asturias de la Concordia 2002 | Sucesor: Aimé Césaire |